# سیارک ۳۶۸۲
سیارک ۳۶۸۲ (به انگلیسی: 3682 Welther، نامگذاری:A923NB) سه هزار و ششصد و هشتاد و دومین سیارک کشف شده‌است که در ۱۲ ژوئیه ۱۹۲۳ و در هایدلبرگ کشف شد.
قدر مطلق سیارک برابر ۱۱٫۵۰ است.